# Lucrezia (Cartoceto)
Lucrezia è la frazione più popolosa del comune di Cartoceto, nella provincia di Pesaro e Urbino. La cittadina conta 6 154 abitanti e il suo notevole sviluppo ha portato alla sua fusione con l'attigua frazione di Pontemurello.

## Geografia fisica
Il paese è situato sul versante settentrionale del fiume Metauro lungo la via Flaminia a circa 10 km dalla città di Fano e 5 km dal capoluogo, Cartoceto. Oltre all'antica strada consolare Lucrezia è affiancata dalla superstrada Fano – Grosseto e fino al 1987 dalla linea ferroviaria Fano-Urbino.

## Storia
Il territorio dove attualmente sorge Lucrezia fu certamente abitato fin da tempi antichi. La strada consolare Flaminia costruita nel 218 a.C. che collegava Roma a Rimini e alla grande pianura Padana favorì certamente lo sviluppo della zona. La bassa e media valle del Metauro e le colline che la circondano erano in epoca romana interamente distribuite ai soldati reduci dalle guerre in Germania e Gallia. Tutto questo è ancora testimoniato da alcune vie del paese e limitrofe che richiamano alla divisione dei terreni romani come “via Pilone”, la quale fungeva da punto cardinale per tutti gli altri confini agricoli della zona oltre a ciò vi sono sporadici ritrovamenti di tombe ed elementi architettonici sempre di epoca romana.
L'odierno abitato di Lucrezia sino alla fine del XIX secolo consistette in un minuscolo borgo disposto lungo la via Flaminia. Solo nei primi anni del XX secolo si sa con certezza dell'aumento del numero dei suoi abitanti che portò alla costruzione di una chiesa, Sant'Apollinare, nel 1910 e di conseguenza alla nascita dell'omonima parrocchia. La chiesa come il resto della borgata fu rasa al suolo nell'estate del 1944, durante il conflitto mondiale, dall'esercito nazista in ritirata. Dalla fine del dopoguerra, Lucrezia ha conosciuto, come del resto i paesi limitrofi della val Metauro, un importante sviluppo demografico, economico e industriale.

## Monumenti
Villa Adanti-Squarcia, unica struttura storica di un certo interesse presente a Lucrezia, venne edificata tra il 1860 ed il 1875 come residenza estiva per il baritono loretano d'adozione fanese David Squarcia. L'edificio fu acquistato dalla famiglia Adanti di Fano nel 1903. Durante la 

## Eventi
- Carnevale di mezza quaresima;
- Giornata del volontariato – maggio;
- Music Square - manifestazione musicale, (agosto)
- Festa dei Piatti Tipici – luglio – sagra organizzata dalla proloco di Cartoceto;
- Giostra dei quartieri – (svolto annualmente - varia ogni anno la data di organizzazione) – evento organizzato dalla parrocchia che da 30 anni aggrega l'intera comunità paesana mettendo in competizione fra loro i vari quartieri di Lucrezia in una serie di gare.
- Corrida in the summer - luglio - manifestazione nata nel 2005 è dedicata a esibizioni di semi/professionisti e/o dilettanti con canzoni, balletti e tanto altro.